# Лауали, Идрисса
Идрисса Лауали (фр. Idrissa Laouali; 30 сентября 1982, Маради, Нигер) — нигерский футболист, игравший на позиции полузащитника. Выступал за национальную сборную Нигера, где провёл 31 матч. Участник Кубок африканских наций 2012 и 2013. Имеет прозвище Пеле.

## Биография
По одним данным он родился 9 ноября 1979 года в городе Маради, по другим данным он родился 9 ноября 1983 года и является родом из города Ожья.

### Клубная карьера
С 2002 года по 2004 год выступал в чемпионате Нигера за АС-ФНИС из столице страны Ниамея. Сейчас эта команда называется ЖНН (фр. Association Sportive des Gendarmerie Nationale Nigérienne). В сезоне 2004/05 выступал за другой столичный клуб — «Сахель». В этом же сезоне перешёл в клуб из соседней страны Буркина-Фасо, «Рэйл Клуб дю Кадиого» из одноимённого города. Вместе с командой стал чемпионом Буркина-Фасо сезона 2005 года. За команду выступал на протяжении трёх сезонов. В 2007 году перешёл в «Фасо-Йенненга» из города Уагадугу. Лауали стал чемпионом Буркина-Фасо 2009 и 2010, обладателем Кубка Буркина-Фасо 2009 и Суперкубка Буркина-Фасо 2009. В составе клуба выступал в течение трёх сезонов.
В 2011 году вернулся на родину, перейдя в столичный АСФАН. В 2013 году перешёл в габонский «Мангаспорт» из города Моанда. В сезоне 2012/13 команда стала бронзовым призёром чемпионата Габона, уступив лишь клубам «Мунана» и «Битам».

### Карьера в сборной
В национальной сборной Нигера дебютировал в 2003 году. В составе сборной стал капитаном команды. В январе 2012 года главный тренер сборной Нигера Аруна Дуала вызвала Лауали Кубок африканских наций, который проходил одновременно в двух странах — Габоне и Экваториальной Гвинее. За сборную он был заявлен под номером 6. На турнире он сыграл 2 матча, против Габона (2:0) и Туниса (1:2). По итогам турнира его команда заняла последнее 4 место, уступив Марокко, Тунису и Габону, покинула турнир.
В январе 2013 года главный тренер сборной Нигера Гернот Рор вызвал его на Кубок африканских наций в ЮАР. За сборную он был заявлен вновь под 6 номером. На турнире Лауали не сыграл ни одного матча, а его команда вновь заняла последнее место.
За сборную Нигера сыграл по одним данным 31 матч, а по другим данным провёл 59 матчей и забил 8 мячей.

## Достижения
- Чемпион Буркина-Фасо (3): 2005, 2009, 2010
- Чемпион Габона (1): 2012/13
- Обладатель Кубка Буркина-Фасо (1): 2009
- Обладатель Суперкубка Буркина-Фасо (1): 2009